# Galepsus culminans
Galepsus culminans är en bönsyrseart som beskrevs av Max Beier 1954. Galepsus culminans ingår i släktet Galepsus och familjen Tarachodidae. Inga underarter finns listade i Catalogue of Life.